# Radina Gorica
 Radina Gorica  falu Horvátországban Zágráb megyében. Közigazgatásilag Krašićhoz tartozik.

## Fekvése
Zágrábtól 43 km-re délnyugatra, községközpontjától 5 km-re északnyugatra, a Zsumberki-hegységben fekszik.

## Története
A falunak 1857-ben 66, 1910-ben 103 lakosa volt. Trianon előtt Zágráb vármegye Jaskai járásához tartozott. 2011-ben 17 lakosa volt. 

## Lakosság
| Lakosság változása | Lakosság változása | Lakosság változása | Lakosság változása | Lakosság változása | Lakosság változása | Lakosság változása | Lakosság változása | Lakosság változása | Lakosság változása | Lakosság változása | Lakosság változása | Lakosság változása | Lakosság változása | Lakosság változása | Lakosság változása |
| ------------------ | ------------------ | ------------------ | ------------------ | ------------------ | ------------------ | ------------------ | ------------------ | ------------------ | ------------------ | ------------------ | ------------------ | ------------------ | ------------------ | ------------------ | ------------------ |
| 1857               | 1869               | 1880               | 1890               | 1900               | 1910               | 1921               | 1931               | 1948               | 1953               | 1961               | 1971               | 1981               | 1991               | 2001               | 2011               |
| 66                 | 77                 | 93                 | 96                 | 110                | 103                | 99                 | 105                | 89                 | 93                 | 90                 | 76                 | 59                 | 39                 | 25                 | 17                 |

## Külső hivatkozások
Krašić hivatalos oldala